# Phragmanthera leonensis
Phragmanthera leonensis là một loài thực vật có hoa trong họ Loranthaceae. Loài này được (Sprague) Balle miêu tả khoa học đầu tiên năm 1956.